# Kognatisk tronföljd
Kognatisk tronföljd innebär att såväl manliga som kvinnliga ättlingar kan ärva en kunglig titel. Vid kognatisk tronföljd ärver i första hand de manliga bröstarvingarna tronen efter åldersordning, och därefter följer  de kvinnliga. Vid full kognatisk tronföljd ärver det äldsta barnet tronen oavsett kön.
I Danmark infördes kognatisk tronföljd 1953 (ändrat till full kognatisk tronföljd 2009) och i Sverige infördes full kognatisk tronföljd 1980, efter en grundlagsändring som inleddes i samband med kronprinsessan Victorias födelse.

## Stater med kognatisk tronföljd
- Spanien

## Stater med full kognatisk tronföljd
- Belgien
- Danmark
- Nederländerna
- Norge
- Storbritannien
- Sverige